# Biserica Sfântul Caietan din Rașcov
Biserica „Sfântul Caietan” este o biserică romano-catolică din Rașcov, în nordul Transnistriei, partea estică a Republicii Moldova. Ea face parte din decanatul de Transnistria al Diecezei de Chișinău.
Îngrijirea parohiei este exercitată de preoții ordinului „Preasfintei Inimi a lui Isus” (SCJ). Liturghiile sunt celebrate, în prezent, în limba latină (ca limbă principală) și în cea rusă. Biserica „Sf. Caietan” din Rașcov este cea mai veche biserică catolică din Republica Moldova.

## Istoric
Primii credincioși catolici polonezi s-au așezat în zona Rașcov în secolul al XVI-lea, când nordul Transnistriei făcea parte din Uniunea statală polono-lituaniană. Actuala biserică a fost construită în 1749 de către cneazul Józef Lubomirski (1704-1755), proprietarul latifundiei „Poberejie”, sau în conformitate cu alte surse în 1786 de către Józef Krzysztofowicz. Ea a fost destinată inițial credincioșilor catolici armeni. În 1791 a fost sfințită de către Jakub Walerian Tumanowicz, arhiepiscopul de Liov. La sfârșitul secolului al XVIII-lea parohia avea în grijă spirituală 12 familii armene și 37 de familii poloneze. După plecarea armenilor din Rașcov parohia a trecut sub jurisdicția episcopului romano-catolic de Camenița. La sfârșitul secolului al XIX-lea trăiau în Rașcov și împrejurimi circa 1.160 de credincioși.
Biserica a fost închisă de comuniști în 1932, apoi a fost deschisă în 1942, în timpul ocupației românești a Transnistriei, și închisă din nou în 1948. Autoritățile comuniste au folosit clădirea ca depozit. Activitatea pastorală a fost reluată în 1990, după destrămarea URSS, cu preoți misionari sosiți din Polonia. În perioada recentă clădirea bisericii a fost extinsă și renovată și este considerată un monument de patrimoniu istoric local.